# Thomas Homewood
Thomas Homewood (Egyesült Királyság, Kent, East Peckham, 1881. szeptember 25. - Egyesült Királyság, Nagy-London, West Ham, 1945. február 1.) olimpiai bronzérmes brit kötélhúzó.
Az 1908. évi nyári olimpiai játékokon indult kötélhúzásban brit színekben. A Metropolitan Police "K" Division csapatában szerepelt. Rajtuk kívül még kettő brit rendőrségi csapat és két ország indult (amerikaiak és svédek). A verseny egyenes kiesésben zajlott. Először a londoni rendőröktől kaptak ki, majd a bronzmérkőzésen a svédeket verték.